# Кэбот Тауэр
Кэбот Тауэр (англ. Cabot Tower) — башня в Сент-Джонсе на холме Сигнал-Хилл в провинции Ньюфаундленд и Лабрадор, Канада.
Строительство башни началось в 1898 году в ознаменование 400-летнего юбилея открытия Джоном Каботом Ньюфаундленда, а также в честь 60-летнего юбилея пребывания королевы Виктории на троне.

## История

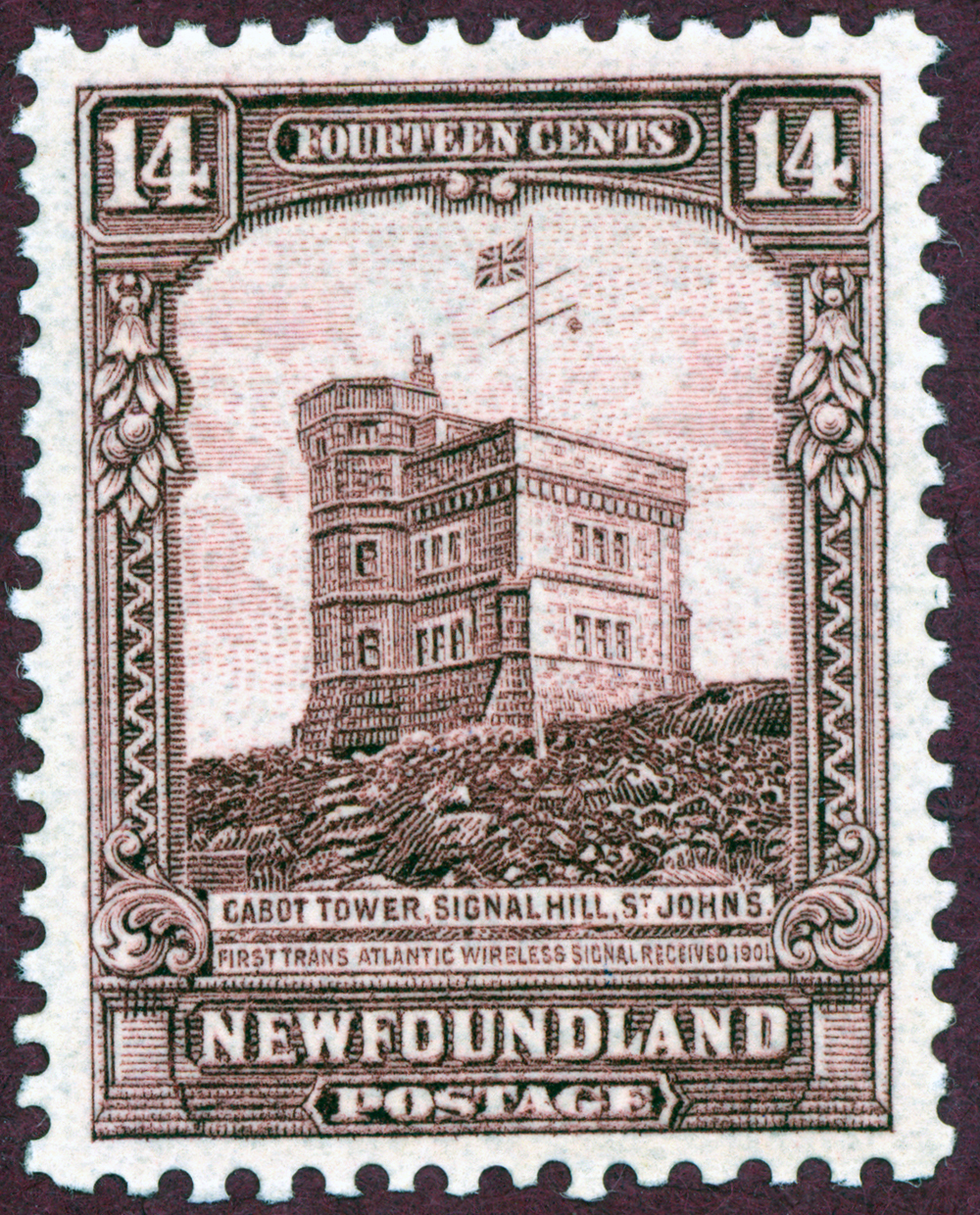
Почтовая марка Ньюфаундленда в 14 центов с изображением Кэбот Тауэр

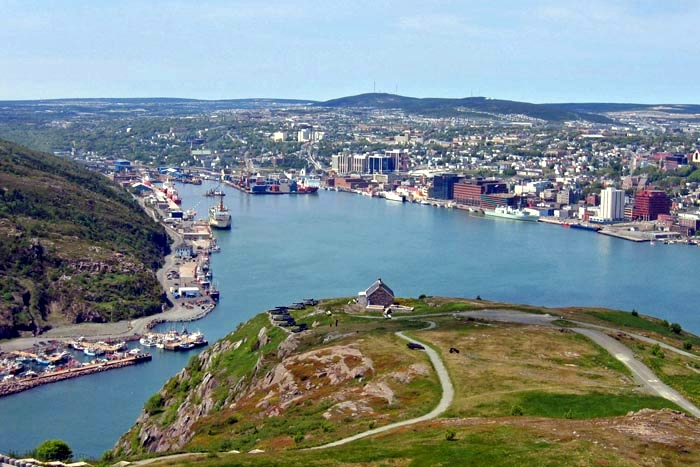
Вид на Сент-Джонс с башни

Строительство, начатое в 1898 году, было завершено к 1900 году. Несмотря на то, что сейчас Кэбот Тауэр является одним из самых узнаваемых символов Сент-Джонса и всего Ньюфаунленда, город не поддерживал строительство здания. Большинство Сент-Джонса сгорело в большом пожаре 1892 года, многие банки разорились к 1894 году. Финансовое положение в городе было очень тяжёлым. Когда видный житель города судья Дэниэл Вудли Проуз предложил построить башню честь Кабота, в городской газете вышла неодобрительная статья: это как будто надеть цилиндр человеку, который не может позволить себе пару сапог.
Здание было построено на холме Сигнал Хилл, на котором с 1704 года размещался сигнальный флагшток ВМС Великобритании. Флагшток использовался наблюдателем на холме, который оповещал жителей города в случае появления корабля, к какой стране и классу принадлежит корабль.  Построенное здание стало использоваться военными Великобритании. К концу XVIII века на холме было построено деревянное здание. В XIX веке флаговая сигнализация использовалась в основном для различных торговых судов, которые прибывали в Сент-Джон. Построенная башня Кэбот Тауэр использовалась в качестве флаговой сигнализации вплоть до 1960 года.
12 декабря 1901 года Кэбот Тауэр стал свидетелем, возможно, наиболее важного достижения в современной коммуникации. Именно в Кэбот Тауэр, по словам Гульельмо Маркони был принят первый трансатлантический радиосигнал, посланный из графства Корнуолл, Англия. В 1920 году на действующей радиостанции в Кэбот Тауэр была произведена одна из первых трансатлантических радиопередач человеческого голоса. Радиостанция работала в башне до 1960 года, в настоящее время на втором этаже башни действует любительская радиостанция.